# Luka Andres
Luka Andres (* 14. Mai 1997 in Berlin) ist ein deutscher Synchronsprecher und Schauspieler.
Er spricht außer seiner Muttersprache Deutsch auch Englisch. Eine seiner bekanntesten Sprecherrollen ist die des Bambi in Bambi 2. Er ist der jüngere Bruder des ebenfalls als Schauspieler tätigen Pascal Andres.

## Filmografie
- 2006: Ein starkes Team – Gier (Fernsehserie)
- 2006: Rosamunde Pilcher – Sommer des Erwachens (1 Folge)
- 2007: Bezaubernde Marie
- 2007: Leo – Ein fast perfekter Typ (1 Folge)
- 2008: Speed Racer
- 2009: Rapunzel
- 2011: Beate Uhse  – Das Recht auf Liebe